# Alsey
Alsey és una població dels Estats Units a l'estat d'Illinois. Segons el cens del 2000 tenia 246 habitants.

## Demografia
Segons el cens del 2000, Alsey tenia 246 habitants, 97 habitatges, i 67 famílies. La densitat de població era de 169,6 habitants/km².
Dels 97 habitatges en un 36,1% hi vivien nens de menys de 18 anys, en un 55,7% hi vivien parelles casades, en un 10,3% dones solteres, i en un 29,9% no eren unitats familiars. En el 25,8% dels habitatges hi vivien persones soles el 14,4% de les quals corresponia a persones de 65 anys o més que vivien soles. El nombre mitjà de persones vivint en cada habitatge era de 2,54 i el nombre mitjà de persones que vivien en cada família era de 3,04.
Per edats la població es repartia de la següent manera: un 26,4% tenia menys de 18 anys, un 6,1% entre 18 i 24, un 32,9% entre 25 i 44, un 23,6% de 45 a 60 i un 11% 65 anys o més.
L'edat mediana era de 36 anys. Per cada 100 dones de 18 o més anys hi havia 88,5 homes.
La renda mediana per habitatge era de 33.750 $ i la renda mediana per família de 40.833 $. Els homes tenien una renda mediana de 29.844 $ mentre que les dones 18.214 $. La renda per capita de la població era de 15.652 $. Aproximadament el 4,2% de les famílies i el 8,1% de la població estaven per davall del llindar de pobresa.

## Poblacions més properes
El següent diagrama mostra les poblacions més properes.